# Alianza Demócrata Cristiana
Alianza Demócrata Cristiana es un partido político costarricense. Se fundó en el año 2012 y postuló como cabeza de lista al exdiputado y ex presidente del Congreso Mario Redondo, quien solía pertenecer al Partido Unidad Social Cristiana, logrando un asiento en la Asamblea Legislativa tras las elecciones generales de 2014. Un partido del mismo nombre fue fundado en San José, pero no participó de las elecciones. El partido logró inscribirse a escala nacional para las elecciones de 2018 lo que le permitió postular un candidato presidencial, nominando a Redondo, quien obtuvo menos del 1% de los votos y no cosechó escaños en el Parlamento. A partir del 2018 el partido inició conversaciones con otras fuerzas políticas de derecha para negociar una coalición derechista para las elecciones de 2022 que se anunció con el partido Liberal Progresista llamada Coalición para el Cambio y que no se concretó.

## Elecciones presidenciales
| Elecciones presidenciales |                           |        |       |          |
| Año                       | Candidato                 | Votos  | %     | Posición |
| 2018                      | Mario Redondo Poveda      | 12 622 | 0.59% | 10°      |
| 2022                      | Christian Rivera Paniagua | 5 697  | 0.27% | 18°      |

## Elecciones legislativas
|  | 1.17 % |

|  | 2.45 % |

|  | 0.92 % |